# Босуэлл, Иэн
Иэн Босуэлл (англ. Ian Boswell; род. 7 февраля 1991, Бенд, Орегон, США) — американский профессиональный шоссейный велогонщик, выступающий в 2013 - 2017 годах за команду Ineos Grenadiers, с 2018 года будет выступать за команду Katusha–Alpecin.

## Достижения
| ГК | Генеральная классификация |
| МК | Молодёжная классификация  |

## Статистика выступлений наГранд Турах
| Гранд Тур | 2015 | 2016 | 2017 |
| --------- | ---- | ---- | ---- |
| Джиро     | -    | 71   | -    |
| Тур       | -    | -    | -    |
| Вуэльта   | 71   | 80   | -    |